# Echinodorus subalatus
Echinodorus subalatus là một loài thực vật có hoa trong họ Alismataceae. Loài này được (Mart. ex Schult.f.) Griseb. mô tả khoa học đầu tiên năm 1866.